# Jacobs (Familienname)
Jacobs ist ein Familienname. Er leitet sich vom Vornamen Jakob ab.

## Namensträger

### A
- A. J. Jacobs (Arnold Stephen Jacobs Jr.; * 1968), US-amerikanischer Journalist und Autor
- Adrian Jacobs (* 1980), südafrikanischer Rugby-Union-Spieler
- Adriana Jacobs, niederländisches Opfer der Hexenverfolgung
- Alan Jacobs (* 1958), US-amerikanischer Filmemacher
- Aletta Jacobs (1854–1929), niederländische Ärztin und Feministin
- Alice Jacobs (1879–nach 1940), deutsche Porträt-, Landschafts- und Stilllebenmalerin
- André Jacobs (* 1961), südafrikanischer Schauspieler
- Andrew Jacobs (Politiker) (1906–1992), US-amerikanischer Politiker
- Andrew Jacobs junior (1932–2013), US-amerikanischer Politiker
- Andrew Jacobs (Diplomat), französisch-britischer Diplomat
- Andrew Jacobs (Schauspieler) (* 1993), US-amerikanischer Schauspieler
- Anja Jacobs (* 1974), deutsche Filmregisseurin
- Anjo Jacobs (1923–2008), deutscher Künstler
- Anthony Jacobs, Baron Jacobs (1931–2014), britischer Politiker (ehemals Liberal Democrats)
- Ariël Jacobs (* 1953), belgischer Fußballspieler und -trainer
- Arnold Jacobs (1915–1998), US-amerikanischer Musiker
- Arthur M. Jacobs (* 1958), deutscher Psychologe
- Arthur P. Jacobs (1922–1973), US-amerikanischer Filmproduzent
- Artur Jacobs (1880–1968), deutscher Mathematiker, Pädagoge und Philosoph
- Audrey Jacobs (* 2004), niederländische Hammerwerferin

### B
- Bárbara Jacobs (Schriftstellerin) (* 1947), mexikanische Schriftstellerin
- Barbara Wackernagel-Jacobs (* 1950), deutsche Politikerin (SPD) und Filmproduzentin
- Bert Jacobs (Fußballtrainer) (1941–1999), niederländischer Fußballspieler und -trainer
- Bert Jacobs (Filmeditor), belgischer Filmeditor
- Brad Jacobs (* 1985), kanadischer Curler
- Branden Jacobs-Jenkins (* 1984), amerikanischer Dramatiker
- Brandon Jacobs (* 1982), US-amerikanischer American-Football-Spieler
- Bruno Jacobs (* 1954), deutscher Archäologe

### C
- Charles Jacobs (1882–1945), US-amerikanischer Stabhochspringer
- Charlotte Jacobs (1847–1916), niederländische Apothekerin
- Charly Jacobs (1948–2013), belgischer Fußballspieler
- Chosen Jacobs (* 2001), US-amerikanischer Schauspieler
- Christian Jacobs (* 1962), deutscher Rechtsanwalt und Unternehmer
- Christine Jacobs-Wagner (* 1968), belgisch-amerikanische Biologin
- Christoph Jacobs (* 1958), deutscher Theologe und Hochschullehrer
- Christopher Jacobs (Schwimmer) (Chris Jacobs; * 1964), US-amerikanischer Schwimmer
- Christopher Jacobs (Politiker) (Chris Jacobs; * 1966), US-amerikanischer Jurist, Geschäftsmann und Politiker
- Christopher Jacobs (Schauspieler) (Chris Jacobs; * 1970), US-amerikanischer Schauspieler und Moderator
- Cuthbert Jacobs (* 1952), antiguanischer Sprinter

### D
- Daisy Jacobs (* 1989), britische Animatorin, Regisseurin und Drehbuchautorin
- Daniel Jacobs (* 1987), US-amerikanischer Boxer
- Danny Jacobs (* 1968), US-amerikanischer Schauspieler und Synchronsprecher
- David Jacobs (Leichtathlet) (1888–1976), britischer Sprinter
- David Jacobs (Moderator) (1926–2013), britischer Moderator
- David Jacobs (Drehbuchautor) (1939–2023), US-amerikanischer Drehbuchautor
- David Jacobs (Diplomat) (* 1947), südafrikanischer Diplomat
- David Jacobs (Turner), US-amerikanischer Trampolinturner
- David L. Jacobs (* 1933), kanadischer Skiläufer
- Debbie Jacobs (* 1955), US-amerikanische Sängerin
- Dennis G. Jacobs (* 1944), US-amerikanischer Jurist
- Devery Jacobs (* 1993), kanadische Schauspielerin und Synchronsprecherin
- Dietmar Jacobs (* 1967), deutscher Autor
- Dirk Jacobs (* 1970), deutscher Fernsehjournalist und Moderator
- Dore Jacobs (1894–1979), deutsche Pädagogin
- Dwaine Jacobs (* 1987), guyanischer Fußballspieler
- Dylan Jacobs (* 2000), US-amerikanischer Leichtathlet

### E
- E. P. Jacobs (Edgard Félix Pierre Jacobs; 1904–1987), belgischer Comiczeichner
- Edmond Jacobs (1928–2012), luxemburgischer Radsportler
- Édouard Jacobs (1851–1925), belgischer Cellist und Musikpädagoge
- Eduard Jacobs (1833–1919), deutscher Archivar und Historiker
- Elsa Jacobs (1885–1960), deutsche Politikerin (SPD), MdHB
- Elsy Jacobs (1933–1998), luxemburgische Radsportlerin
- Emil Jacobs (Bibliothekar) (1868–1940), deutscher Bibliothekar und Klassischer Philologe
- Ernst Jacobs (1911–?), deutscher Architekt
- Ernst Paul Jacobs (1918–2006), deutscher Lokalpolitiker (CDU, Duisburg)
- Eugeen Jacobs (1919–1998), belgischer Radrennfahrer
- Eugen Jacobs (1887–nach 1953), deutscher Politiker (CDU), MdL Mecklenburg-Vorpommern

### F
- Fabian Jacobs (* 1977), deutscher Ethnologe
- Ferris Jacobs junior (1836–1886), US-amerikanischer Politiker
- Flora Jacobs (1923–2013), niederländische Musikerin und Holocaustüberlebende
- Francis Jacobs (Fußballspieler) (* 2005), US-amerikanisch-britischer Fußballspieler
- Francis Geoffrey Jacobs (* 1939), britischer Jurist
- Franklin Jacobs (* 1957), US-amerikanischer Hochspringer
- Franz Jacobs (* 1940), deutscher Geophysiker
- Fred Clinton Jacobs (1865–1958), US-amerikanischer Jurist
- Friedrich Jacobs (Philologe) (1764–1847), deutscher Schriftsteller und Philologe
- Friedrich Jacobs (Mediziner) (1889–1964), deutsch-russischer Gynäkologe
- Friedrich Jacobs (Politiker) (1910–2004), deutscher Politiker (FDP)
- Friedrich Jacobs (Straßenbauingenieur) (1934–1983), deutscher Straßenbauingenieur und Professor an der Universität Stuttgart
- Friedrich Wilhelm Josias Jacobs (1793–1833), deutscher Arzt und Schriftsteller
- Fritz Jacobs (Pseudonym Hans Sternau; 1876–1955), deutscher Schriftsteller

### G
- Georg Jacobs (* 1962), deutscher Maschinenbauingenieur und Hochschullehrer
- George J. Jacobs (1917–2003), Biologe
- Gerhard Jacobs (1938–2024), deutscher Politiker (CDU)
- Gillian Jacobs (* 1982), US-amerikanische Schauspielerin
- Gina Jacobs (* 1998), deutsche Shorttrackerin
- Glenn Jacobs (* 1967), US-amerikanischer Wrestler und Politiker, siehe Kane (Wrestler)
- Greg Jacobs (* 1954), US-amerikanischer Country- und Folkmusiker

### H
- Hanro Jacobs (* 2000), südafrikanischer Rugbyspieler
- Hans von Jacobs (1868–1915), deutscher Jurist und Diplomat
- Hans Jacobs (Luftfahrtpionier) (1907–1994), deutscher Segelflugzeugkonstrukteur und Luftfahrtpionier
- Hans Georg Jacobs (1931–2018), deutscher Kieferchirurg
- Hans-Jürgen Jacobs (1936–2019), deutscher Fertigungstechniker
- Harriet Jacobs (1813–1897), US-amerikanische Autorin
- Harry Jacobs, US-amerikanischer Tauzieher
- Helen Jacobs (1908–1997), US-amerikanische Tennisspielerin
- Helene Jacobs (1906–1993), deutsche Widerstandskämpferin
- Hella Jacobs (1905–1974), deutsche Malerin
- Helmut Jacobs (Politiker) (* 1946), deutscher Politiker (SPD)
- Helmut C. Jacobs (* 1957), deutscher Romanist
- Henry Jacobs (1924–2015), US-amerikanischer Filmschaffender
- Herbert Jacobs (* 1936), deutscher Chemiker und Hochschullehrer
- Hermann Jacobs (Politiker) (1901–1975), deutscher Politiker (KPD)
- Hermann Jacobs (Autor) (1929–2024), deutscher Sachbuchautor
- Herschel Jacobs (1940–2015), US-amerikanischer Boxer

### I
- Ingeborg Jacobs (* 1957), deutsche Autorin
- Irwin Jacobs (* 1933), US-amerikanischer Elektroingenieur, ehemaliger Mitgründer und Vorstandsvorsitzender von Qualcomm
- Israel Jacobs (1726–1796), US-amerikanischer Politiker

### J
- Jakob Albert Jacobs (1812–1879), belgischer Maler
- Jan Jacobs (Goldschmied) (1575–1650), flämischer Goldschmied
- Jan Jacobs (Politiker, 1818) (1818–1886), deutscher Politiker, Mitglied des Preußischen Abgeordnetenhauses
- Jan Jacobs (Politiker, 1943) (* 1943), deutscher Jurist und Politiker, Mitglied der Hamburgischen Bürgerschaft
- Jane Jacobs (1916–2006), US-amerikanische Publizistin und Kritikerin
- Jean-Charles Jacobs (1821–1907), belgischer Arzt und Entomologe
- Jean-Paul Jacobs (1941–2016), luxemburgischer Schriftsteller und Lyriker
- Jeff Jacobs (Marathonläufer) (* 1964), US-amerikanischer Marathonläufer
- Jeff Jacobs (Musiker) (1969–2011), US-amerikanischer Musiker
- Jeff Jacobs (Politiker), US-amerikanischer Politiker der Demokratischen Partei
- Jeff Jacobs (Snookerspieler) (* 1995), belgischer Snookerspieler
- Jessica Jacobs (* 1976), US-amerikanische Triathletin
- Jessie Marie Jacobs (1890–1954), US-amerikanische Mathematikerin
- Jim Jacobs (* 1942), US-amerikanischer Schauspieler, Autor und Komponist
- Jimmy Jacobs (* 1984), US-amerikanischer Wrestler
- Joachim Jacobs (* 1948), deutscher Sprachwissenschaftler
- Johan Jacobs (Maler) (* 1965), deutscher Maler und Grafiker
- Johan Jacobs (Radsportler) (* 1997), Schweizer Radrennfahrer
- Johann Jacobs (Jesuit) (1721–1800), deutscher Jesuit, Mathematiker und Meteorologe
- Johann Jacobs (Unternehmer) (1869–1958), deutscher Unternehmer (Kaffee)
- Johann Jacobs (Politiker) (1903–1988), deutscher Politiker (SPD), MdL Rheinland-Pfalz
- Johann August Jacobs (1788–1829), deutscher Philologe und Hochschullehrer
- John S. Jacobs († 1873), afroamerikanischer Autor
- John Jacobs (Filmproduzent, 1924) (1924–2001), britischer Filmproduzent und Regisseur
- John Jacobs (Golfspieler, 1925) (1925–2017), britischer Golfspieler, Golflehrer und Autor
- John Jacobs (Golfspieler, 1945) (* 1945), US-amerikanischer Golfspieler
- John Jacobs (Filmproduzent, II), US-amerikanischer Film- und Fernsehproduzent
- John Arthur Jacobs (1916–2003), britischer Geophysiker
- John Swanson Jacobs (* 1815 oder 1817; † 1873), afroamerikanischer Autor
- Jolene Jacobs (* 1992), namibische Sprinterin
- Jos Jacobs (* 1953), belgischer Radrennfahrer
- Josef Jacobs (1894–1978), deutscher Jagdflieger
- Joseph Jacobs (1854–1916), australischer Historiker und Volkskundler
- Josh Jacobs (Eishockeyspieler) (* 1996), US-amerikanischer Eishockeyspieler
- Josh Jacobs (Footballspieler) (* 1998), US-amerikanischer American-Football-Spieler
- Judith Jacobs (* 1978), deutsche Schauspielerin
- Jürgen Jacobs (1936–2011), deutscher Germanist
- Jutta Jacobs, deutsche Handballspielerin

### K
- Karin Jacobs, deutsche Filmeditorin
- Karl Jacobs (Maler) (1864–1951), deutscher Maler und Kunstschriftsteller
- Karl Jacobs (Schriftsteller) (1906–1997), deutscher Schriftsteller
- Kay Jacobs (* 1961), deutscher Schriftsteller
- Keaghan Jacobs (* 1989), südafrikanischer Fußballspieler
- Ken Jacobs (* 1933), US-amerikanischer Filmregisseur
- Kenneth Jacobs, US-amerikanischer Bankmanager
- Kenneth Jacobs (Richter) (1917–2015), australischer Richter
- Klaus J. Jacobs (1936–2008), deutsch-schweizerischer Unternehmer
- Konrad Jacobs (1928–2015), deutscher Mathematiker und Hochschullehrer

### L
- Lauren Jacobs (* 1985), US-amerikanische Skilangläuferin und Biathletin
- Lawrence Hilton-Jacobs (* 1953), US-amerikanischer Schauspieler und Sänger
- Lesedi Jacobs (* 1997), namibische Tennisspielerin
- Lou Jacobs (1903–1992), US-amerikanischer Clown
- Louis Jacobs (1920–2006), britischer Theologe, Rabbiner und Autor
- Louise Jacobs (Schriftstellerin) (* 1982), Schweizer Autorin, Nachkomme der Kaffeedynastie Jacobs
- Louisa Matilda Jacobs (1832/1833–1917), US-amerikanische Lehrerin und Bürgerrechtlerin
- Ludwig von Jacobs (1794–1879), deutscher Fabrikant und Investor

### M
- Manfred Jacobs (Theologe) (1928–1994), deutscher evangelischer Theologe und Hochschullehrer
- Manfred Jacobs (Autor) (* 1947), deutscher Jurist und Drehbuchautor
- Marc Jacobs (* 1963), US-amerikanischer Modedesigner
- Marcell Jacobs (* 1994), italienischer Leichtathlet
- Marie-Josée Jacobs (* 1950), luxemburgische Politikerin
- Mark Jacobs (Spieleentwickler), US-amerikanischer Spieleentwickler
- Mark Jacobs (Fußballspieler) (Mark Carvin Jacobs, * 1999), niederländischer Fußballspieler
- Mathias Jacobs (1885–1935), deutscher Politiker
- Matthias Jacobs (* 1965), deutscher Rechtswissenschaftler
- Maxwell Ralph Jacobs (1905–1979), australischer Botaniker
- Michael Jacobs (Schriftsteller) (1952–2014), britischer Reiseschriftsteller und Kunsthistoriker
- Michael Jacobs (Filmproduzent) (* 1955), US-amerikanischer Filmproduzent und Drehbuchautor
- Michael Jacobs (Ökonom) (* 1960), britischer Wirtschaftswissenschaftler und Professor an der University of Sheffield
- Michael Jacobs (Rennfahrer), deutscher Rennfahrer
- Michael Jacobs (Fußballspieler) (* 1991), englischer Fußballspieler
- Monty Jacobs (1875–1945), deutscher Schriftsteller und Journalist
- Mozes Jacobs (1905–1943), niederländischer Turner

### N
- Nicolaas Jacobs (* 1981), namibischer Ringer
- Norbert Jacobs (* 1955), deutscher Jurist, Politikwissenschaftler und Steuerberater

### O
- Olaf Jacobs (* 1972), deutscher Regisseur und Produzent
- Orange Jacobs (1827–1914), US-amerikanischer Politiker
- Otto Jacobs (Ingenieur) (1898–1981/1989), deutscher Ingenieur
- Otto H. Jacobs (* 1939), deutscher Wirtschaftswissenschaftler und Hochschullehrer

### P
- Paul Jacobs (Eishockeyspieler) (1894–1973), kanadischer Eishockeyspieler
- Paul Jacobs (Pastor) (1908–1968), deutscher Pastor, Theologe und Hochschullehrer
- Paul Jacobs (Pianist) (1930–1983), US-amerikanischer Pianist
- Paul Jacobs (Politiker) (* 1948), deutscher Politiker (SPD), MdV
- Paul Jacobs (Organist) (* 1977), US-amerikanischer Organist
- Paul E. Jacobs (* 1962), US-amerikanischer Industriemanager
- Paul Emil Jacobs (1802–1866), deutscher Maler
- Patricia A. Jacobs (* 1934), britische Genetikerin
- Pete Jacobs (* 1981), australischer Triathlet
- Peter Jacobs (Geistlicher) (1848–1922), deutscher Geistlicher
- Peter Jacobs (Politiker) (1906–1967), deutscher Journalist und Politiker (SPD)
- Peter Jacobs (Journalist, 1938) (* 1938), deutscher Journalist und Publizist
- Peter Jacobs (General) (* 1938), deutscher Generalmajor
- Peter Jacobs (Landschaftsarchitekt) (* 1939), kanadischer Landschaftsarchitekt und Hochschullehrer
- Peter Jacobs (Lacrossespieler) (* 1973), US-amerikanischer Lacrossespieler
- Phoebe Jacobs (geb. Phoebe Pincus; 1918–2012), US-amerikanische Publizistin und Musikmanagerin
- Pieter Jacobs (* 1986), belgischer Radrennfahrer
- Pim Jacobs (1934–1996), niederländischer Jazzpianist

### Q
- Quinton Jacobs (* 1979), namibischer Fußballspieler

### R
- Ralph M. Jacobs (* 1974), deutscher Unternehmer, Mitbegründer von Banger Musik
- Rayda Jacobs (1947–2024), südafrikanische Schriftstellerin
- Raymond Jacobs (* 1931), luxemburgischer Radrennfahrer
- Regina Jacobs (* 1963), US-amerikanische Leichtathletin
- René Jacobs (* 1946), belgischer Dirigent
- Robert Jacobs (Landrat) (1832–1897), deutscher Verwaltungsbeamter
- Robert Jacobs (Kameramann) (auch Robert D. Jacobs, R. D. Jacobs, Bob Jacobs), Kameramann
- Robert L. Jacobs (Robert Louis Jacobs; 1904–??), Musikschriftsteller
- Robert Nelson Jacobs (* 1954), US-amerikanischer Drehbuchautor
- Roger Jacobs (1923–1997), luxemburgischer Radrennfahrer
- Rolf Jacobs (1927–2017), deutscher Bauingenieur
- Ronald Jacobs (1928–2002), englischer Rugby-Union-Spieler
- Rudolf Jacobs (Architekt) (auch Rudolph Jacobs; 1879–1946), deutscher Architekt
- Rudolf Jacobs (Widerstandskämpfer) (1914–1944), deutscher Ingenieur, Marineoffizier und Partisan
- Ruud Jacobs (1938–2019), niederländischer Kontrabassist und Musikproduzent

### S
- Sam Jacobs (* 1938), US-amerikanischer Priester, Bischof von Houma-Thibodaux
- Sara Jacobs (* 1989), amerikanische Politikerin der demokratischen Partei
- Silveria Jacobs (* 1968), Politikerin von Sint Maarten
- Simmone Jacobs (* 1966), britische Sprinterin
- Stefanie Jacobs (* 1981), deutsche literarische Übersetzerin
- Steffen Jacobs (Pseudonym Jakob Stephan; * 1968), deutscher Schriftsteller und Übersetzer
- Stephanie Jacobs (* 1963), deutsche Buchwissenschaftlerin
- Stravino Jacobs (* 2000), südafrikanischer Rugbyspieler

### T
- Theodor Jacobs (1824–1893), deutscher Politiker (NLP), MdR
- Theresa Jacobs (* 1980), deutsche Kulturwissenschaftlerin
- Timo Jacobs (* 1974), deutscher Schauspieler
- Timo Jacobs (Segler) (um 1982–2012), deutscher Segler
- Torben Jacobs (* 1992), deutscher Voltigierer
- Tukhula Jacobs (* 1994), namibischer Tennisspieler

### V
- Victor Jacobs (1838–1891), belgischer Politiker
- Volker Jacobs (* 1940), deutscher Journalist

### W
- Wally Jacobs, Pseudonym von Günter Wagner (Schriftsteller) (1925–1997), deutscher Schriftsteller und Lehrer
- Walter Jacobs (Grafiker) (1891–?), deutscher Grafiker und Schriftkünstler
- Walter Jacobs (Schriftsteller) (* 1906), deutscher Journalist und Schriftsteller
- Walter Jacobs (Fußballspieler) (* 1936), deutscher Fußballtorwart
- Walter Abraham Jacobs (1883–1967), US-amerikanischer Chemiker
- Walther Jacobs (Walter Jacobs; 1881–1958), deutscher Journalist und Musikkritiker
- Walther J. Jacobs (1907–1998), deutscher Unternehmer und Galoppsportlobbyist
- Werner Jacobs (Zoologe) (1901–1972), deutscher Zoologe
- Werner Jacobs (Regisseur) (1909–1999), deutscher Filmregisseur
- Werner Jacobs (Theologe) (1913–2007), deutscher Theologe
- Werner Jacobs (Snookerspieler), niederländischer Snookerspieler
- Wilfred E. Jacobs (1919–1995), antiguanischer Politiker
- Wilfried Jacobs (* 1944), deutscher Fußballfunktionär und AOK-Manager
- Wilhelm Jacobs (Politiker) (1883–1966), deutscher Politiker (SPD)
- Wilhelm G. Jacobs (* 1935), deutscher Philosoph
- William Jacobs (1887–1953), US-amerikanischer Drehbuchautor und Filmproduzent
- William Wymark Jacobs (1863–1943), englischer Schriftsteller
- Wolfgang Jacobs (* 1959), deutscher Jurist, Anwalt und Fachautor
- Woody Jacobs, namibischer Fußballtrainer